# Чивткилиса
Чивткилиса (груз. ჩივთქილისა) — село в Грузии, на территории Цалкского муниципалитета края (мхаре) Квемо-Картли.

## География
Село находится в юго-восточной части Грузии, на южном склоне Триалетского хребта, на расстоянии приблизительно 12 километров (по прямой) к северо-северо-западу от города Цалка, административного центра муниципалитета. Абсолютная высота — 1834 метра над уровнем моря.

## Население
По результатам официальной переписи населения 2014 года в Чивткилисе проживало 345 человек (179 мужчин и 166 женщин). В национальной структуре населения армяне составляли 100 %.
| Год  | Население, человек |
| ---- | ------------------ |
| 2002 | 468                |
| 2014 | ↘ 345              |